# Memento, homo, quia pulvis es, et in pulverem reverteris

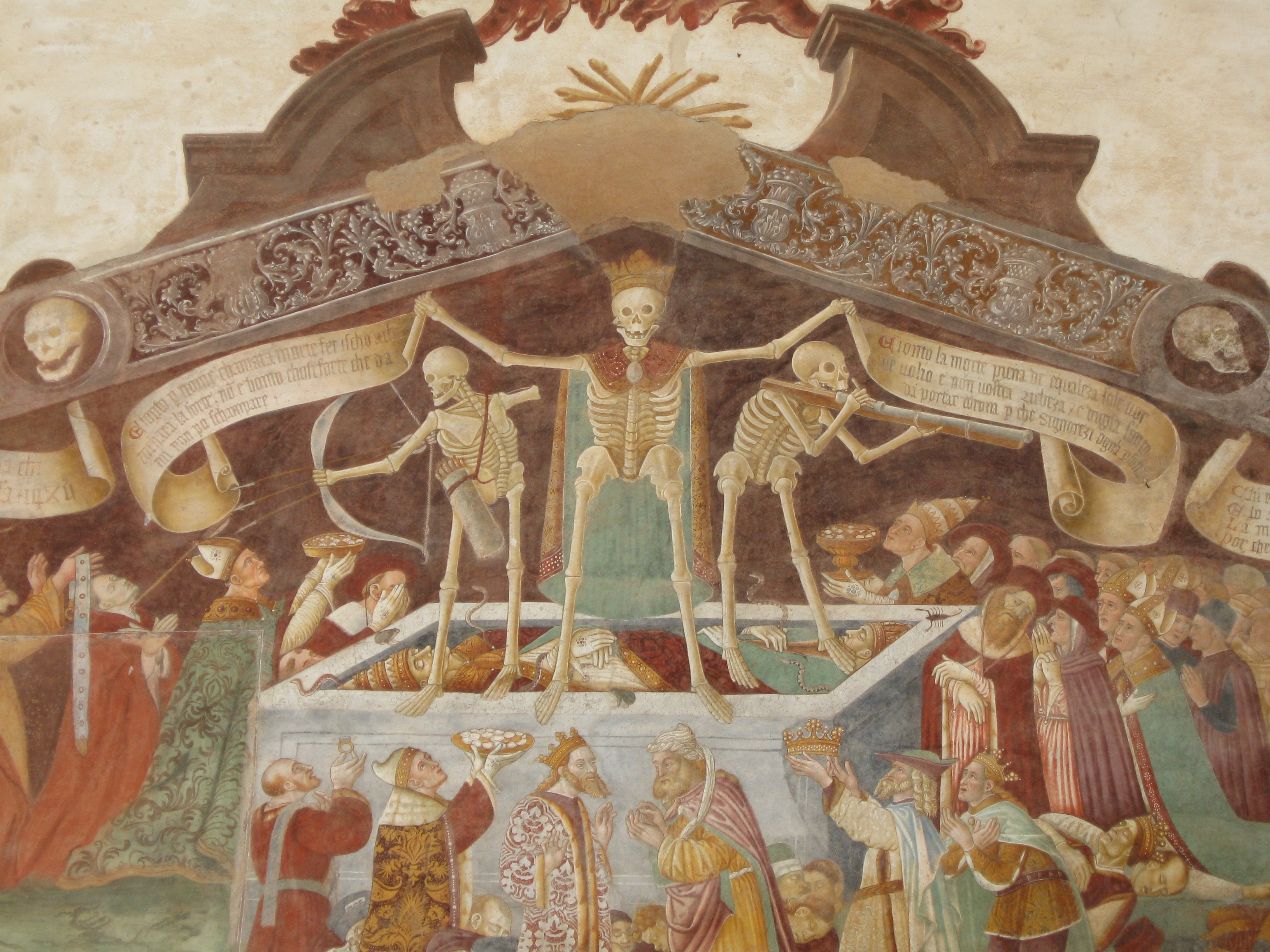
Trionfo della morte, affresco del XV secolo (Oratorio dei Disciplini di Clusone).

Memento, homo, quia pulvis es, et in pulverem reverteris è una locuzione latina, che tradotta letteralmente significa: "Ricordati, uomo, che polvere sei e in polvere ritornerai".

## Origine
Le parole quia pulvis es et in pulverem reverteris compaiono nella Vulgata della Bibbia (Genesi 3,19 ) allorché Dio, dopo il peccato originale, scaccia Adamo dal giardino dell'Eden condannandolo alla fatica del lavoro e alla morte: "Con il sudore della fronte mangerai il pane; finché tornerai alla terra, perché da essa sei stato tratto: polvere tu sei e in polvere tornerai!"

## Espressione liturgica
La frase è usata nella liturgia cattolica il Mercoledì delle Ceneri, pronunciata dal celebrante mentre sparge sul capo dei fedeli un pizzico di cenere.  Il Mercoledì delle Ceneri è il primo giorno di Quaresima per la Chiesa cattolica di rito romano e segue il Martedì grasso, cioè l'ultimo giorno del Carnevale; tradizionalmente, le ceneri rituali si ricavano bruciando i rami d'ulivo benedetti la Domenica delle Palme dell'anno precedente.  Dalla riforma liturgica seguita al Concilio Vaticano II, per il rito dell'imposizione delle ceneri si possono usare due formule diverse: Paenitemini, et credite Evangelio o la più tradizionale Memento, homo, quia pulvis es, et in pulverem reverteris (in italiano tradotte rispettivamente: "Convertitevi e credete al Vangelo" e "Ricordati che sei polvere e in polvere ritornerai").

## L'uso nella tradizione medievale
La fortuna e il persistere di questa espressione, come delle consimili Memento mori ("Ricordati che devi morire") e Memento novissimorum ("Ricordati dei novissimi", cioè delle ultime cose, compresa la morte), non risalgono solo al rituale e al formulario religioso ma anche a due tipici aspetti della società medievale filtrata nei valori cristiani: la penitenza come purificazione dal peccato e il senso della morte come fine del pellegrinaggio terreno dell'uomo e come la fine del grazia e misericordia che Dio gli offre per realizzare la sua vita terrena secondo il disegno divino e per decidere il suo destino ultimo.  
Vi sono anche rappresentazioni, talora cupe, nei temi iconografici della danza macabra, dell'Incontro dei tre morti e dei tre vivi e del Trionfo della morte. 

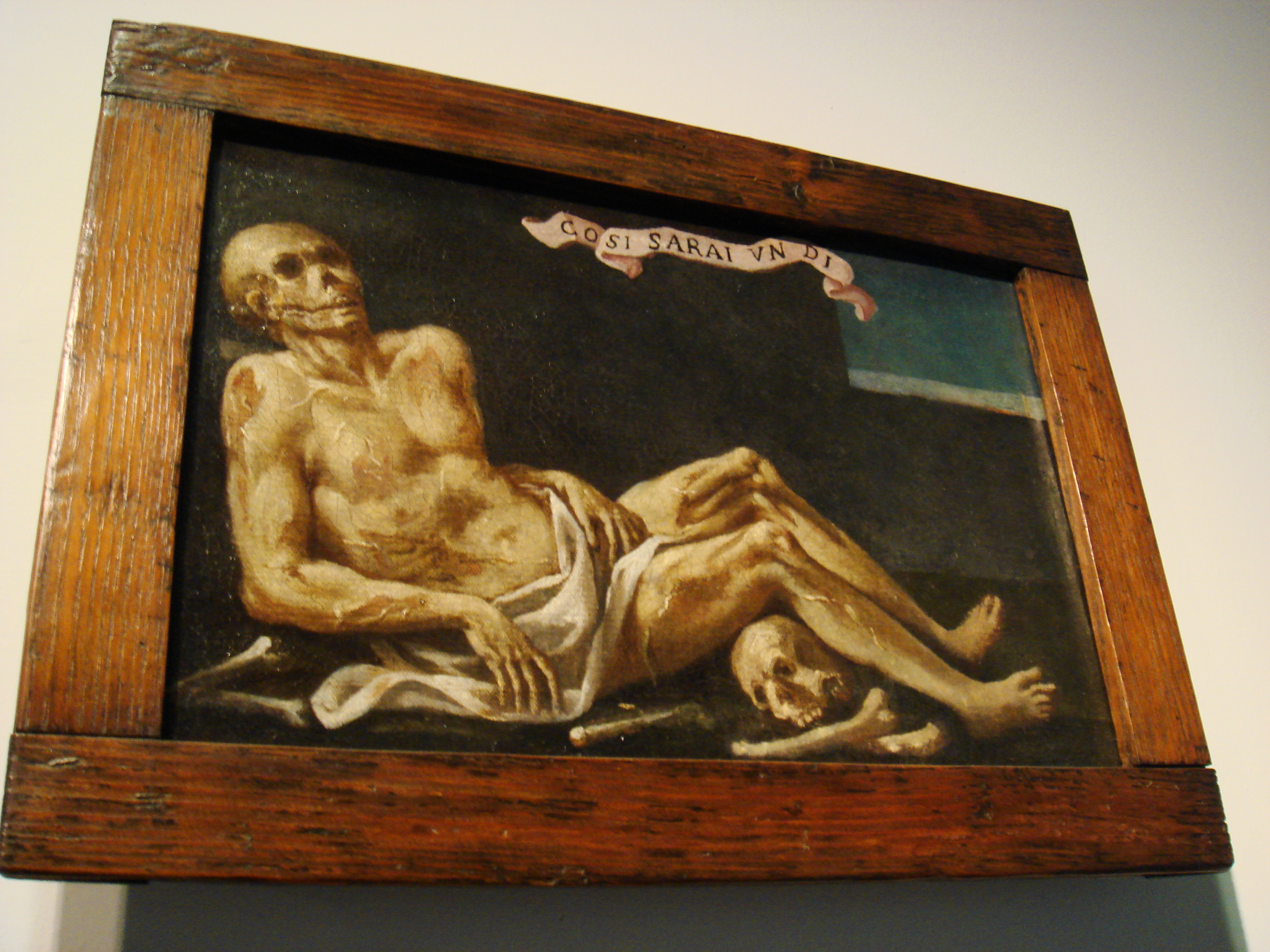
Così sarai un dì, dipinto di anonimo emiliano del XVII secolo (Museo di stato di San Marino).

## Il trasferimento nel linguaggio comune
Abbreviata in memento homo, la massima ecclesiastica viene impiegata anche in contesti non propriamente religiosi con il valore generico di ammonimento o, nello specifico, di invito a riflettere sulla brevità della vita o sulla vanità delle ambizioni umane; più raramente ne vengono accentuati gli aspetti di minaccia alludendo a un'evidente disparità di forze o a una futura e inevitabile resa dei conti. Relativamente a questi precisi ambiti di significato le può essere assimilato il vocabolo memento, che ha tuttavia una gamma di utilizzi più ampia.
Ulteriormente abbreviato in mementòmo, il termine ha perso l'originaria funzione di aforisma per assumere l'aspetto e le caratteristiche di un normale sostantivo, mantenendo tuttavia lo stesso significato di avvertimento talora anche minaccioso o comunque di monito severo, come nell'elzeviro di Antonio Baldini, "Tastiera", sul Corriere della Sera del 1º giugno 1955.  In rari casi lo si applica anche alla persona che emette abitualmente tali ammonimenti; più spesso, soprattutto a livello popolare, viene interpretato come un sinonimo di necrologio, orazione funebre pomposa, epitaffio o iscrizione, come nell'omonima poesia satirica di Giuseppe Giusti del 1841. In Sardegna, invece, la stessa parola serve a indicare i mesti rintocchi delle campane a morto, come nel romanzo breve di Francesco Masala, Quelli dalle labbra bianche, Milano, Feltrinelli, 1962 (pp. 15, 102 e 114 dell'edizione 2005, Nuoro, Il Maestrale), mentre il linguista sardo Massimo Pittau segnala l'accezione di "individuo emaciato".